# Campionati svizzeri di sci alpino 1969
I Campionati svizzeri di sci alpino 1969 si svolsero a Villars-sur-Ollon dal 21 al 23 febbraio; furono assegnati i titoli di discesa libera, slalom gigante, slalom speciale e combinata, sia maschili sia femminili. Oltre agli sciatori svizzeri poterono concorrere al titolo anche gli sciatori di nazionalità liechtensteinese.

## Risultati

### Uomini

#### Discesa libera
| Pos. | Atleta               | Nazione  |
| ---- | -------------------- | -------- |
| 1    | Jean-Daniel Dätwyler | Svizzera |
| 2    | Jos Minsch           | Svizzera |
| 3    | Hans Peter Rohr      | Svizzera |

Data: 21 febbraio

#### Slalom gigante
| Pos. | Atleta               | Nazione  | Tempo   |
| ---- | -------------------- | -------- | ------- |
| 1    | Dumeng Giovanoli     | Svizzera | 1:45,01 |
| 2    | Edmund Bruggmann     | Svizzera | 1:45,71 |
| 3    | Kurt Schnider        | Svizzera | 1:46,69 |
| 4    | Jean-Daniel Dätwyler | Svizzera | 1:46,85 |
| 5    | Andreas Sprecher     | Svizzera | 1:47,31 |
| 6    | Kurt Huggler         | Svizzera |         |
| 7    | Walter Tresch        | Svizzera | 1:47,91 |
| 8    | Peter Frei           | Svizzera | 1:48,58 |
| 9    | Jos Minsch           | Svizzera | 1:48,85 |
| 10   | Michel Dätwyler      | Svizzera | 1:50,30 |

Data: 22 febbraio

#### Slalom speciale
| Pos. | Atleta               | Nazione  | Tempo   |
| ---- | -------------------- | -------- | ------- |
| 1    | Dumeng Giovanoli     | Svizzera | 1:30,15 |
| 2    | Edmund Bruggmann     | Svizzera | 1:31,23 |
| 3    | Mario Bergamin       | Svizzera | 1:32,73 |
| 4    | Jean-Daniel Dätwyler | Svizzera | 1:33,59 |
| 5    | Bernhard Russi       | Svizzera | 1:34,03 |
| 6    | Jakob Tischhauser    | Svizzera | 1:34,22 |
| 7    | Harry Schmid         | Svizzera | 1:34,31 |
| 8    | Jos Minsch           | Svizzera | 1:34,39 |
| 9    | Hans Zingre          | Svizzera | 1:35,22 |
| 10   | Jean-Pierre Fournier | Svizzera | 1:37,18 |

Data: 23 febbraio

#### Combinata
| Pos. | Atleta               | Nazione  |
| ---- | -------------------- | -------- |
| 1    | Dumeng Giovanoli     | Svizzera |
| 2    | Edmund Bruggmann     | Svizzera |
| 3    | Jean-Daniel Dätwyler | Svizzera |

Data: 21-23 febbraio

Classifica stilata attraverso i piazzamenti ottenuti
in discesa libera, slalom gigante e slalom speciale

### Donne

#### Discesa libera
| Pos. | Atleta         | Nazione  |
| ---- | -------------- | -------- |
| 1    | Vreni Inäbnit  | Svizzera |
| 2    | Annerösli Zryd | Svizzera |
| 3    | Michèle Rubli  | Svizzera |

Data: 21 febbraio

#### Slalom gigante
| Pos. | Atleta               | Nazione  | Tempo   |
| ---- | -------------------- | -------- | ------- |
| 1    | Fernande Bochatay    | Svizzera | 59,82   |
| 2    | Annerösli Zryd       | Svizzera | 1:01,56 |
| 3    | Edith Hiltbrand      | Svizzera | 1:02,11 |
| 4    | Catherine Cuche      | Svizzera | 1:02,77 |
| 5    | Monique Vaudrez      | Svizzera | 1:05,00 |
| 6    | Rita Good            | Svizzera | 1:06,21 |
| 7    | Hedi Schillig        | Svizzera | 1:07,06 |
| 8    | Marie-Paule Coquoz   | Svizzera | 1:08,09 |
| 9    | Dolorès Sanchez      | Svizzera | 1:08,25 |
| 10   | Micheline Hostettler | Svizzera | 1:08,44 |

Data: 22 febbraio

#### Slalom speciale
| Pos. | Atleta            | Nazione  | Tempo   |
| ---- | ----------------- | -------- | ------- |
| 1    | Catherine Cuche   | Svizzera | 1:17,83 |
| 2    | Fernande Bochatay | Svizzera | 1:17,97 |
| 3    | Edith Hiltbrand   | Svizzera | 1:19,01 |
| 4    | Hedi Schillig     | Svizzera | 1:19,44 |
| 5    | Francine Moret    | Svizzera | 1:20,04 |
| 6    | Michèle Rubli     | Svizzera | 1:20,27 |
| 7    | Ruth Wehren       | Svizzera | 1:20,35 |
| 8    | Rita Good         | Svizzera | 1:20,61 |
| 9    | Vreni Inäbnit     | Svizzera | 1:22,08 |
| 10   | Monique Vaudrez   | Svizzera | 1:22,33 |

Data: 23 febbraio

#### Combinata
| Pos. | Atleta            | Nazione  |
| ---- | ----------------- | -------- |
| 1    | Fernande Bochatay | Svizzera |
| 2    | Edith Hiltbrand   | Svizzera |
| 3    | Catherine Cuche   | Svizzera |

Data: 21-23 febbraio

Classifica stilata attraverso i piazzamenti ottenuti
in discesa libera, slalom gigante e slalom speciale